# 格什菲·法拉哈尼
格什菲·法拉哈尼（波斯語：گلشیفته فراهانی，Golshifteh Farahani，1983年7月10日—），伊朗女演员、音乐人、歌手，目前在法国巴黎定居。她出生于德黑兰，是伊朗导演贝赫扎德·法拉哈尼之女。
法拉哈尼曾主演过一些伊朗最知名导演的演片，如戴瑞奇·麦瑞的《桑图尔》(Santouri）、巴赫曼·戈巴迪的《半月交响曲》（Half Moon）、拉苏勒·莫拉戈利普尔的《母亲》（M for Mother）等。不过自2009年主演阿斯哈·法哈蒂所导的《关于伊丽》（About Elly）后，她便不再出演伊朗电影。
有传言曾说在她2008年出演了其好莱坞处女作《谎言之躯》后，伊朗政府禁止她离境。不过她的同事后来否认了此传言，她也出席了影片在美国的首映式。
2012年，法拉哈尼为法国《费加罗夫人》（Madame Figaro）杂志拍摄了一组裸照。此后，伊朗官员告诉她伊朗不欢迎像她这样的演员。
2017年参演电影《加勒比海盗5：死无对证》。
2025年参演电影《阿尔法》。